# Docalidia lateralis
Docalidia lateralis är en insektsart som beskrevs av Nielson 1982. Docalidia lateralis ingår i släktet Docalidia och familjen dvärgstritar. Inga underarter finns listade i Catalogue of Life.